# Bostrichoclerus bicornis
Bostrichoclerus bicornis is een keversoort uit de familie mierkevers (Cleridae). De wetenschappelijke naam van de soort is voor het eerst geldig gepubliceerd in 1938 door Van Dyke.